# Essertines-sur-Yverdon
Essertines-sur-Yverdon – miejscowość i gmina (commune) w zachodniej Szwajcarii, w kantonie Vaud, w okręgu (district) Gros-de-Vaud. Leży nad rzeką Buron.

## Demografia
W Essertines-sur-Yverdon mieszka 1059 osób. W 2021 roku 13,7% populacji gminy stanowiły osoby urodzone poza Szwajcarią.

## Transport
Przez teren gminy przebiega droga główna nr 5.